# خوان فيوز
خوان فيوز (21 فبراير 1905 – 31 أكتوبر 1984) هو رياضي أرجنتيني في دورة الألعاب الأولمبية الصيفية عام 1948 في لندن. تنافس في رمي المطرقة وحصل على المركز العشرين. أفضل رقم شخصي له هو 52.67 مترًا في عام 1940.